# 12237 Coughlin
12237 Coughlin (1987 HE) là một tiểu hành tinh vành đai chính được phát hiện ngày 23 tháng 4 năm 1987 bởi C. S. Shoemaker và E. M. Shoemaker ở Đài thiên văn Palomar.